# Predrag Jurić
Predrag Jurić   (Čitluk, 4 de novembre de 1961) és un exfutbolista bosni-iugoslau, que ocupava la posició de davanter. Va nàixer a Čitluk el 5 de novembre de 1961.
Va militar en diversos equips de l'antiga Iugoslàvia. Quan esclata el Conflicte dels Balcans, marxa a la lliga espanyola, on militara en diversos equips fins a 1995, quan retorna al croata Hrvatski dragovoljac.
Va ser dues vegades internacional amb la selecció de l'antiga Iugoslàvia.